# 6号族
6号族（6ごうぞく、Family 6）はサラブレッドの牝系（母系）のひとつでフライングチルダーズ、ハイペリオンなどを輩出した一族である。ファミリーナンバーの中でももっとも古い一族で、牝祖オールド・ボールド・ペッグ (Old Bald Peg) は1635年には生まれていた。その娘オールド・モロッコ・メア (Old Morocco Mare) は、スパンカー・メア (Spanker Mare) を出した。初期のサラブレッドに与えた影響は絶大で、ダーレーアラビアンの系統を繋げたフライングチルダーズ・バトレットチルダーズ兄弟、ゴドルフィンアラビアンの系統を繋げたケード、バイアリータークの系統を繋げたジグはいずれも6号族牝馬から生まれている。そのほか17、18世紀に活躍した馬はかなり多く、初代ダービーステークス馬ダイオメド、初のダービー・オークス両制覇のエリナー、各父系の形成に関わるキングファーガス、ソーサラー。そのほかスパンカー、ロクサナ、シルバーロックス、ラスなどがいる。
mtDNAのハプロタイプはD2系統が多いが、解析例が少なく不明瞭である。
その後やや勢力を落とすもののファントム、プリアム、パーソナルエンスン、カウントフリート、オレアンダー、ハイペリオン、サートリストラム、テネラニ、オールドマン、ビッグゲーム、グレイゾヴリン、ツルマルボーイ、ネーハイシーザー、トーシンブリザード、メイセイオペラ、ハーツクライなどを出している。

## 牝系図
- Old Bald Peg  -- F-No.6
  - Old Morocco Mare（別名Old Peg）（Lord Fairfax's Morocco Barb）
    - Spanker Mare（1690, Spanker）
      - Cream Cheeks（Leedes's Arabian） -- F-No.6-a
      - Betty Percival（Leedes's Arabian）
        - Paget Turk Mare（Paget Turk）
          - Miss Belvoir（Grey Grantham）
            - Childers Mare（1732, Flying Childers）
              - Horatia（1758, Blank） -- F-No.6-b
                - Spectator Mare（1763, Spectator）
                  - Fancy（1780, Florizel I）
                    - Rally（1790, Trumpator）
                      - Hyale（1797, Phoenomenon）
                        - Sal（1816, Scud）
                          - Worry（1826, Woful）
                            - Y. Worry（1831, Emilius）
                              - Testatrix（1840, Touchstone） -- F-No.6-f

                      - Goosander（1805, Hambletonian） -- F-No.6-c

                    - Rattle（1793, Trumpator）
                      - Fairing（1807, Waxy）
                        - Coral（1816, Orivlle）
                          - Elvira（1829, Eryx）
                            - Lanterne（1841, Hercule）
                              - Constance（1848, Gladiator） -- F-No.6-d
                                - La Favorite（1863, Monarque）
                                  - Fenella（1869, Cambuscan） -- F-No.6-e